# 卵叶羊蹄甲
卵叶羊蹄甲（学名：Bauhinia ovatifolia）为豆科羊蹄甲属的植物，为中国的特有植物。分布于中国大陆的广西等地，生长于海拔700米的地区，常生长在山坡阳处，目前尚未由人工引种栽培。